# Iris (film 2016)
Iris è un film del 2016 diretto da Jalil Lespert.
La pellicola è liberamente tratta dal thriller giapponese Chaos del 2000, diretto da Hideo Nakata.

## Trama
Iris, moglie di un facoltoso banchiere parigino, assolda un meccanico ex galeotto per fingere un rapimento col quale poter chiedere un riscatto di 500.000 € al marito.
Antoine Doirot, nonostante quanto raccomandato, allerta la polizia e lo scambio di denaro non avviene. Anche perché Max Lopez, tornato nell'appartamento in cui aveva sequestrato la donna, la trova morta. Nel panico, l'uomo decide di occultare il cadavere in un bosco fuori città.
Dai notiziari scopre poi che la signora Doirot, data per scomparsa, non è la donna da lui sequestrata, sebbene le somigli moltissimo. Sospetta dunque che la donna seppellita sia proprio Iris Doirot e che il marito Antoine stia facendo qualche strano gioco. Tornato nel bosco, trova la conferma che credeva e poi, seguito Doirot in un bordello che frequenta, scopre che una delle prostitute specializzate in pratiche sadomasochistiche che vi lavorano, è proprio la donna da lui sequestrata.
La prostituta si chiama Claudia e ora Max, messo alle strette dalla polizia, la sequestra davvero chiedendo un riscatto di 500.000 euro a Doirot che precedentemente gliene aveva offerti 200.000 perché si accollasse l'omicidio di Iris. La donna in realtà era morta per mano di Claudia, che intendeva difendersi da un'aggressione della stessa, che aveva scoperto il marito subire volontariamente dolorose pratiche inflittegli dalla prostituta.
Max incassa il denaro del riscatto e invece di lasciare Claudia, nell'appartamento ha riposizionato il cadavere di Iris. Antoine, terrorizzato, carica il cadavere della moglie per occultarlo nella sua residenza in Normandia. Mentre sta per raggiungerlo la polizia, Doirot si suicida, chiudendo il caso.
Max e Claudia, dopo una notte di passione in un hotel, si dividono il bottino "come concordato" e vanno ognuno per la propria strada.

## Produzione
Il soggetto di Andrew Bovell, ispirato al film giapponese Chaos del 2000, era destinato originariamente ad una produzione statunitense, ma in seguito fu proposto a Lespert per farne un adattamento francese.